# إيليا زابارني
إيليا بوريسوفيتش زابارني (من مواليد 1 سبتمبر 2002)، لاعب كرة قدم أوكراني محترف، يلعب في مركز قلب الدفاع لنادي بورنموث الإنجليزي والمنتخب الأوكراني.

## روابط خارجية
- إيليا زبرني على موقع الاتحاد الدولي (مؤرشف)  (الإنجليزية)
- إيليا زبرني على موقع الاتحاد الأوربي (الإنجليزية)
- إيليا زبرني على موقع اتحاد أوكرانيا (الإنجليزية)
- إيليا زبرني على موقع قاعدة بيانات كرة القدم.إي يو (الإنجليزية)
- إيليا زبرني على موقع ناشيونال فوتبول تيمز (الإنجليزية)
- إيليا زبرني على موقع Soccerbase.com (لاعب) (الإنجليزية)
- إيليا زبرني على موقع Soccerway.com (الإنجليزية)
- إيليا زبرني على موقع عالم كرة القدم.نت (الإنجليزية)